# Johann Georg Pfotenhauer
Johann Georg Pfotenhauer (* 2. Oktober 1710 in Wetzendorf; † 21. November 1757) war ein deutscher lutherischer Theologe.

## Leben
Johann Georg Pfotenhauer war der Sohn eines Predigers zu Wetzendorf an der Unstrut und verdankte seinem Vater eine sorgfältige Erziehung. Den anfänglichen Unterricht durch Hauslehrer übernahm später der Vater selbst. In der Schule in Naumburg zeichnete sich Pfotenhauer durch Fleiß und Wissbegierde aus. Der Rektor Bloße und der Konrektor Schocher waren dort seine Lehrer. Unter dem Letzteren hatte er besonders schnelle Fortschritte im Hebräischen gemacht, als er 1729 zum Studium der Theologie die Universität Leipzig bezog. Den anfänglichen Plan, sich dem akademischen Leben zu widmen, gab er wieder auf. Theologie blieb sein Hauptstudium. Seine wissenschaftliche Ausbildung erhielt er insbesondere bei den Professoren Börner, Clausing, Pfeiffer, Deiling, Hebenstreit und Teller. Eine zweckmäßige Anweisung zur Kanzelberedsamkeit bekam er durch den Unterricht Tellers. Auf dem Gebiet der orientalischen Sprachen und Literatur war Johann Gottlob Carpzov sein wichtigster Lehrer. Seine philosophischen Kenntnisse erweiterte er durch den Besuch von Müllers Vorlesungen.
Seine Bekanntschaft mit der Familie von Landvogt verschaffte Pfotenhauer 1734 eine Pfarrstelle in Groß-Göstewitz, nachdem er ein Jahr lang beim Kammerherrn von Posern zu Thierbach Hauslehrer gewesen war. 1741 wurde er als vierter Diakon nach Wittenberg berufen. Dort rückte er 1744 in die dritte und 1749 in die zweite Stelle hinauf. 1754 erteilte ihm die theologische Fakultät in Wittenberg den Grad eines Doktors der Theologie, nach öffentlicher Verteidigung seiner Inauguraldissertation Qua probatur libros nostros symbolicos doctrinam verae pietatis recte et plene tradere (Wittenberg 1754). Er starb 1757 im Alter von 47 Jahren.
Pfotenhauer besaß gründliche Kenntnisse in den einzelnen Zweigen der Theologie. Unerschütterlich hielt er am Offenbarungsglauben fest  und suchte dessen Gegner, insbesondere den pantheistische Lehrsätze vertretenden Johann Christian Edelmann, mit triftigen Gründen zu bekämpfen. Dazu verfasste er die Abhandlung Vollständige Widerlegung des Edelmann’schen Glaubensbekenntnisses, worin zugleich eine französische freidenkerische Schrift, welche bisher unter zwei Titeln bekannt gewesen, untersucht und beurteilt wird (2 Bde., Wittenberg und Frankfurt 1748–49). Seine oben erwähnte Inauguraldissertation zeigt, was er unter wahrer Religiosität verstanden wissen wollte. Für deren einzige Grundlage hielt er die Bekenntnisschriften der evangelisch-lutherischen Kirche, und die in jenen Büchern enthaltenen Lehren nahm er nicht nur gegen Edelmann, sondern auch gegen Arnold, gegen Johann Michael von Loën und andere seiner Gegner in Schutz. Zu erwähnen ist unter der kleinen Zahl seiner Schriften vor allem seine 1752 zu Wittenberg gedruckte Commentatio de rationalismo in contrahendis Christianorum matrimoniis fugiendo. In einer anderen Abhandlung aus dem Jahr 1753 schilderte er die Vorzüge der Ehe vor dem Zölibat.